# Biblioteca Nacional de les Illes Fèroe
La Biblioteca Nacional de les Illes Fèroe (feroès Føroya Landsbókasavnið) està situada a Tórshavn, la capital de les illes Fèroe, en un parc adjacent als edificis universitaris. La seva missió és recollir, identificar i ampliar coneixements sobre l'arxipèlag. La Biblioteca Nacional de les Illes Fèroe també és un centre de recerca i una biblioteca pública.

## Història

### Orígens

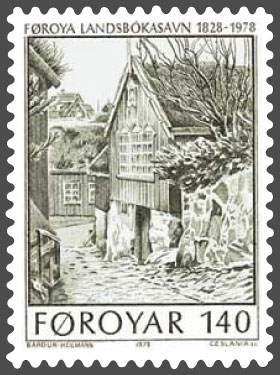
L'antic edifici de la Biblioteca, que data de 1830.

La biblioteca va néixer l'any 1828, quan l'Amtmaður (governador) danès Christian Ludvig Tillisch (en el càrrec entre 1825 i 1830) i el seu Amtsrevisor Jens Davidsen van començar a reunir llibres per a un Færø Amts Bibliotek ("Biblioteca del Comtat de Fèroe" en danès). Van ser assistits per l'erudit danès Carl Christian Rafn i per ciutadans particulars, i el 5 de novembre de 1828 van aconseguir una subvenció anual de fons del rei. El 1831, la col·lecció incloïa 2.860 volums.
La biblioteca va adquirir el seu propi edifici el 1830, i Jens Davidsen va exercir de bibliotecari fins a la seva mort el 1878. El 1850 hi havia aproximadament 5.000 llibres, però el projecte es va estancar entre 1878 i 1905, quan el parlament feroès, el Løgting, va assignar-hi novament finançament. La biblioteca va florir a partir de 1921, sota la direcció del lingüista Mads Andreas Jacobsen (1891–1944), que s'havia format com a bibliotecari el 1920. Durant el període del conflicte lingüístic feroès, es va convertir en un punt de trobada per als escriptors i polítics nacionals. Es va traslladar a un nou edifici l'any 1931.

### Autogovern feroès
Després de l'assoliment de l'autogovern el 1948, el Løgting va augmentar molt el suport financer per a la biblioteca, el seu nom oficial es va traduir al feroès.i va experimentar, així, una renovada expansió. Segons una llei aprovada el 16 de juny de 1952, és tracta d'una biblioteca dipòsit: els editors estan obligats legalment a dipositar-hi quatre còpies de tots els materials impresos de les seves col·leccions.
Des del 24 de setembre de 1980, la biblioteca es troba al número 16 de J. C. Svabosgøta, al parc Viðarlundin á Debesartrøð, en un edifici construït expressament per Jákup Pauli Gregoriussen.
L'any 2011, com a mesura d'estalvi, la Biblioteca Nacional es va combinar administrativament amb els Arxius Nacionals de les Illes Fèroe, el Museu Nacional de les Illes Fèroe, el Museu d'Història Natural de les Illes Fèroe i el Laboratori de Biologia Marina Kaldbak per formar l'entitat Patrimoni Nacional Feroès.
Al desembre de 2013 hi havia a l'arxipèlag 18 biblioteques municipals i 13 d'escolars, gestionades principalment per la Biblioteca Nacional (la primera biblioteca municipal que es va fundar va ser la de Klaksvík, als anys 50). A més, el Museu d'Art i algunes altres institucions tenen les seves pròpies biblioteques.